# Bolitoglossa omniumsanctorum
Bolitoglossa omniumsanctorum es una especie de salamandra de la familia Plethodontidae. Es endémica de las montañas del sudoeste de Guatemala. Se encuentra en el oeste de Sierra de los Cuchumatanes, Montañas del Cuilco y al este de la Sierra de Chuacús. Habita en bosques mixtos de pinar y robledal entre los 2330 y los 2970 metros de altitud, aunque también se ha encontrado en zonas con mayor alteración humana. Se cree que se reproduce por desarrollo directo.
Se encuentra en peligro de extinción principalmente debido a la deforestación de los bosques que habita.
Durante muchos años se consideró un sinónimo de Bolitoglossa morio.